# Heeg (Leichlingen)
Heeg ist eine ehemalige Hofschaft in der Stadt Leichlingen (Rheinland) im Rheinisch-Bergischen Kreis.

## Lage und Beschreibung
Heeg liegt östlich des Leichlinger Zentrums im Tal des Weltersbachs und wird heute vollständig von den baulichen Anlagen des Diakoniewerks Pilgerheim Weltersbach eingenommen. Der Ort ist mit der ca. 300 Meter flussaufwärts gelegenen Hofschaft Weltersbach zu einem Ortsbereich zusammengewachsen, die ursprünglichen Hofgebäude wurden von einem Pflegezentrum des Diakoniewerks überbaut.
Weitere Nachbarorte sind Unterbüscherhof, Ufer, Holzerhof, Schüddig, Metzholz, Schneppenpohl, Krabbenhäuschen, Scheuerhof, Friedrichshöhe, Koltershäuschen, Bremersheide, Neuwinkel, Hinterberg und Sankt Heribert. Abgegangen ist Bremersheidermühle.
Bei Heeg beginnt das Naturschutzgebiet Weltersbachtal.

## Geschichte
Die Karte Topographia Ducatus Montani aus dem Jahre 1715 zeigt den Hof unter dem Namen Hegge. Im 18. Jahrhundert gehörte der Ort zum Kirchspiel Leichlingen im bergischen Amt Miselohe. Die Topographische Aufnahme der Rheinlande von 1824 und die Preußische Uraufnahme von 1844 verzeichnen den Ort unbeschriftet bzw. als Heg.
1815/16 lebten elf Einwohner im Ort. 1832 gehörte Heeg der Bürgermeisterei Leichlingen an. Der laut der Statistik und Topographie des Regierungsbezirks Düsseldorf als Hofstadt kategorisierte Ort besaß zu dieser Zeit zwei Wohnhäuser vier landwirtschaftliche Gebäude. Zu dieser Zeit lebten 14 Einwohner im Ort, allesamt evangelischen Glaubens.
Im Gemeindelexikon für die Provinz Rheinland werden 1885 drei Wohnhäuser mit sieben Einwohnern angegeben. 1895 besitzt der Ort drei Wohnhäuser mit zwölf Einwohnern, 1905 zwei Wohnhäuser und sieben Einwohner.
Die Hofgebäude wurden in den 1970er Jahren abgetragen und mit einem Gebäude des Diakoniewerks überbaut, das wiederum zu Beginn des 21. Jahrhunderts dem Pflegezentrum wich.